# Pierwomszak
Pierwomszak (Archidium) – rodzaj mchów (prątników) z monotypowej rodziny pierwomszakowate Archidiaceae z rzędu pierwomszakowce Archidiales. Rodzaj obejmuje ok. 30–38 gatunków występujących na wszystkich kontynentach z wyjątkiem Antarktydy. Najbardziej zróżnicowane są w strefie klimatu równikowego i ciepłego umiarkowanego. W Polsce rośnie tylko jeden gatunek – pierwomszak naprzemianlistny A. alternifolium. Rodzaj obejmuje mchy naziemne rosnące w miejscach wilgotnych, na nagiej, odsłoniętej glebie.
Nazwa naukowa rodzaju utworzona została z greckiego słowa αρχε arche znaczącego „pierwotny, prymitywny” ponieważ mech ten uznawano za taki ze względu na drobne rozmiary i zredukowany sporofit z zamkniętą zarodnią.

## Morfologia
GametofitDrobne mchy o trwałym, podziemnym splątku. Łodyżki osiągają od 1 do 20 mm długości, są wzniesione, z wyraźną wiązką środkową. Na przekroju okrągłe. Listki wzdłuż łodyżki rosnące drobne, lancetowate, w dolnej części łodyżki rzadziej stojące i drobniejsze. Na szczycie większe listki perychecjalne (otaczające zarodnię) o pochwiastej nasadzie, często też o odmiennym kształcie – jajowate lub eliptyczne.
SporofitSety brak. Zarodnia kulistawa, klejstokarpijna (zamknięta – bez perystomu), bez dzióbka, osadzona na okrągławej stopie i otulona pochewką. Wewnątrz brak kolumienki, a worek zarodnikowy rozwija się tylko w dolnej części puszki zarodni, u góry znajduje się przestrzeń powietrzna. Dojrzała zarodnia ma kolor brązowy lub złoty. Zarodniki, których jest od kilku do 176, wysypują się po wypadnięciu stopy z pochewki.

## Systematyka
Monotypowy rząd pierwomszakowce Archidiales Limpr. należy do podklasy Dicranidae Doweld, klasy prątniki Bryopsida Rothm., podgromady Bryophytina Engler, gromady mchy Bryophyta Schimp. Do rzędu należy jedna rodzina – pierwomszakowate Archidiaceae Schimp. i jeden rodzaj pierwomszak Archidium Brid. W niektórych ujęciach rodzaj, rodzina i rząd wyodrębniane są do własnej podklasy Archidiidae Engl.
Wykaz gatunków
- Archidium acanthophyllum Snider
- Archidium acauloides G. Schwab
- Archidium alternifolium (Dicks. ex Hedw.) Mitt. – pierwomszak naprzemianlistny
- Archidium amplexicaule Müll. Hal.
- Archidium andersonianum Snider
- Archidium birmannicum Mitt. ex Dixon
- Archidium brevinerve P. de la Varde
- Archidium brisbanicum Broth.
- Archidium capense Hornsch.
- Archidium clarksonianum I.G. Stone
- Archidium clavatum I.G. Stone
- Archidium cubense R.S. Williams
- Archidium dinteri (Irmsch.) Snider
- Archidium donnellii Austin
- Archidium ecklonii Hampe ex Mitt.
- Archidium elatum Dixon & Sainsbury
- Archidium globiferum (Bruch) Wijk & Margad.
- Archidium hallii Austin
- Archidium indicum Müll. Hal.
- Archidium johannis-negrii Tongiorgi
- Archidium julaceum Müll. Hal.
- Archidium julicaule Müll. Hal.
- Archidium laterale Bruch
- Archidium laxirete P. de la Varde
- Archidium microthecium Dixon & P. de la Varde
- Archidium minus (Renauld & Cardot) Snider
- Archidium minutissimum I.G. Stone
- Archidium muellerianum Snider
- Archidium ohioense Schimp. ex Müll. Hal.
- Archidium phascoides Brid.
- Archidium rehmannii Mitt.
- Archidium rothii Watts ex G. Roth
- Archidium stellatum I.G. Stone
- Archidium subulatum Müll. Hal.
- Archidium tenerrimum Mitt.
- Archidium thalliferum I.G. Stone
- Archidium wattsii (Broth.) I.G. Stone
- Archidium yunnanense Arts & Magill